# Deliriosa
Deliriosa is een geslacht van spinnen uit de familie wolfspinnen (Lycosidae).

## Soorten
De volgende soorten zijn bij het geslacht ingedeeld:
- Deliriosa karadagensis Kovblyuk, 2009